# Opopaea mangun
Espèce
Opopaea mangun est une espèce d'araignées aranéomorphes de la famille des Oonopidae.

## Distribution
Cette espèce est endémique du Yunnan en Chine,. Elle se rencontre dans le xian de Menghai.

## Description
Le mâle holotype mesure 1,64 mm et la femelle paratype 1,84 mm

## Systématique et taxinomie
Cette espèce a été décrite par Tong et Li en 2024.

## Étymologie
Son nom d'espèce lui a été donné en référence au lieu de sa découverte, Mangun.

## Publication originale
- Zhou, Bian, Yang, Zhang, Tong & Li, 2024 : « Four new species and one newly-recorded species of the genus Opopaea Simon, 1892 (Araneae, Oonopidae) from southern China, with a key to Chinese species. » Zoosystematics and Evolution, vol. 100, no 2, p. 325-347 (texte intégral).